# Bais (Mayenne)
Pour les articles homonymes, voir Bais.
Bais est une commune française, située dans le département de la Mayenne en région Pays de la Loire, peuplée de 1 220 habitants
La commune fait partie de la province historique du Maine, et se situe dans le Bas-Maine.

## Géographie
La localité est baignée par l'Aron, affluent de la Mayenne.

### Communes limitrophes
|         | Champgenéteux           | Trans |
| Hambers | Bais                    |       |
|         | Sainte-Gemmes-le-Robert | Izé   |

### Climat
Pour des articles plus généraux, voir Climat des Pays de la Loire et Climat de la Mayenne.
En 2010, le climat de la commune est de type climat océanique altéré, selon une étude du CNRS s'appuyant sur une série de données couvrant la période 1971-2000. En 2020, Météo-France publie une typologie des climats de la France métropolitaine dans laquelle la commune est exposée à un climat océanique et est dans la région climatique  Moyenne vallée de la Loire, caractérisée par une bonne insolation (1 850 h/an) et un été peu pluvieux. 
Pour la période 1971-2000, la température annuelle moyenne est de 10,6 °C, avec une amplitude thermique annuelle de 14 °C. Le cumul annuel moyen de précipitations est de 838 mm, avec 12,8 jours de précipitations en janvier et 7,3 jours en juillet. Pour la période 1991-2020, la température moyenne annuelle observée sur la station météorologique de Météo-France la plus proche, sur la commune d'Évron à 11 km à vol d'oiseau, est de 11,7 °C et le cumul annuel moyen de précipitations est de 804,1 mm,. Pour l'avenir, les paramètres climatiques de la commune estimés pour 2050 selon différents scénarios d'émission de gaz à effet de serre sont consultables sur un site dédié publié par Météo-France en novembre 2022.

## Urbanisme

### Typologie
Au 1er janvier 2024, Bais est catégorisée commune rurale à habitat dispersé, selon la nouvelle grille communale de densité à sept niveaux définie par l'Insee en 2022.
Elle est située hors unité urbaine. Par ailleurs la commune fait partie de l'aire d'attraction d'Évron, dont elle est une commune de la couronne,. Cette aire, qui regroupe 18 communes, est catégorisée dans les aires de moins de 50 000 habitants,.

### Occupation des sols
L'occupation des sols de la commune, telle qu'elle ressort de la base de données européenne d’occupation biophysique des sols Corine Land Cover (CLC), est marquée par l'importance des territoires agricoles (91,6 % en 2018), une proportion sensiblement équivalente à celle de 1990 (92,2 %). La répartition détaillée en 2018 est la suivante : 
prairies (46,1 %), terres arables (35,4 %), zones agricoles hétérogènes (10,1 %), forêts (5,3 %), zones urbanisées (3,1 %). L'évolution de l’occupation des sols de la commune et de ses infrastructures peut être observée sur les différentes représentations cartographiques du territoire : la carte de Cassini (XVIIIe siècle), la carte d'état-major (1820-1866) et les cartes ou photos aériennes de l'IGN pour la période actuelle (1950 à aujourd'hui).

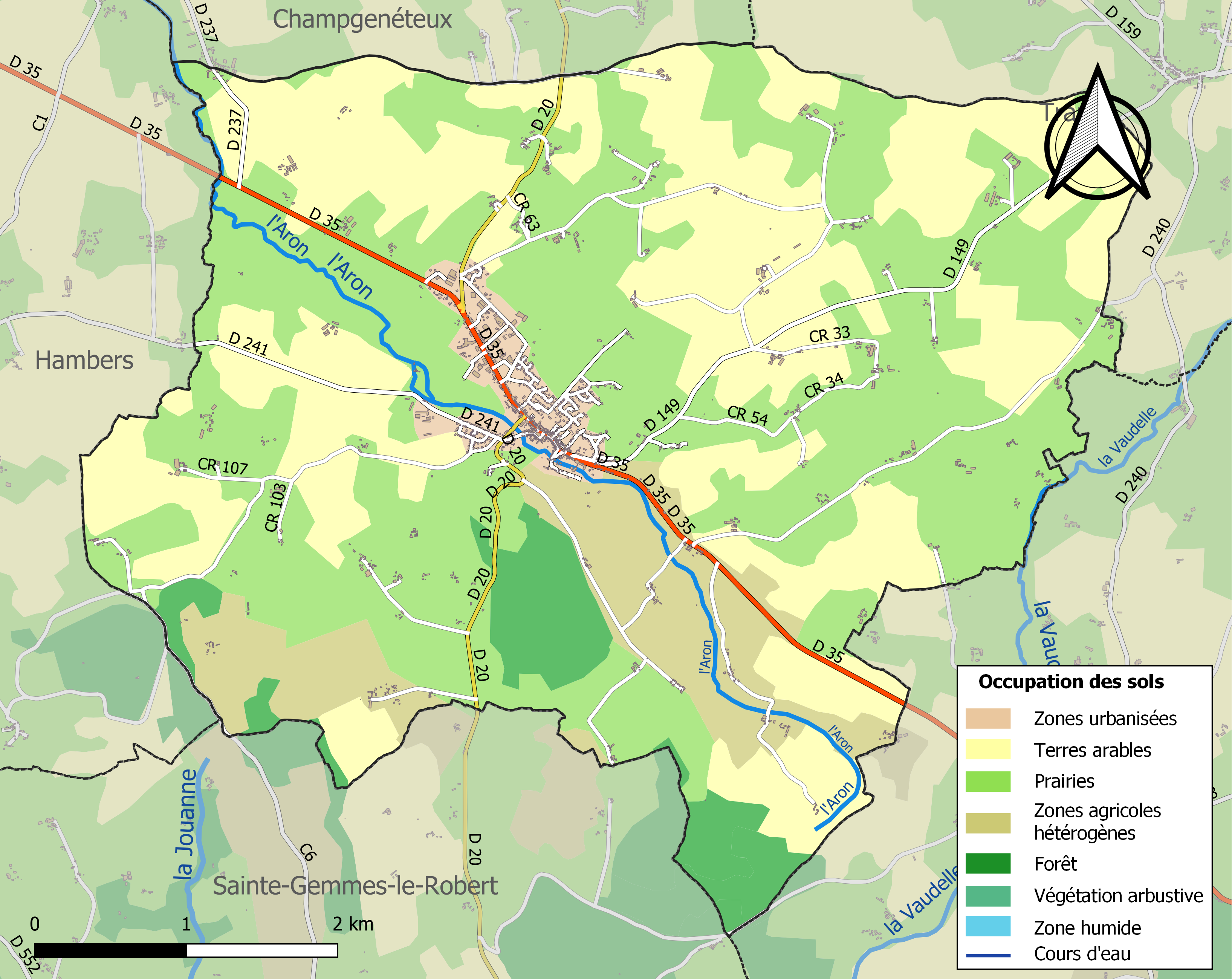
Carte des infrastructures et de l'occupation des sols de la commune en 2018 (CLC).

## Toponymie
La mention villa Baudiacae en 642 (Testament de Saint-Bertrand) proposée par l'abbé Angot pour Bais, a été contredite, à juste titre, par l'abbé Busson, qui l'identifie à Baugé, (nom de plusieurs commune de l'ouest), et a été rectifiée par l'abbé Angot dans son supplément.
Bais est attesté au IXe siècle sous la forme latinisée Bediscum vetus en 989,(Cartulaire d'Évron) ; Ecclesia Sanctae Mariae de Bedisco en 1125 (Ibid.) ; Homines de Bayes en 1230 (Ibid.) ; Prior de Baheies en 1231 (Ibid.) ; Parrochia de Bays en 1253 (Cartulaire de Champagne) ; Betz au XVIe s. (Insin. Eccl.) ; Bai en 1582 (Fabr. de Villaines) ; Baies au XVIIe s. (Arch. d'Indre-et-Loire) ; Bais ou Bas (Jaillot).
L'élément Bed- de la forme primitive représente peut-être le gaulois bedo- « fosse, canal » (> français bief),. Cela pourrait convenir, car la première partie du cours de l'Aron est resserrée et forme une gorge très étroite sur le site de Bais, puis s'élargit. Une autre hypothèse étymologique explique Bed- par betua « bouleau » (vieux français boul du dérivé betulla),. Il serait suivi du suffixe gaulois ou pré-gaulois -iscum.
Le gentilé est Baidicéen ou Baldicéen.

## Histoire

### Origine
Si l'attestation écrite, la plus ancienne, du site de Bais ne remonte qu'au IXe siècle (voir ci-après), elle contient un radical gaulois, qui pourrait suggérer une origine antérieure à l'époque gallo-romaine.
Il existe une monnaie mérovingienne (triens), avec la légende bedico vico, qui a été attribuée à Bais,.
Une villa Jona est donnée à Évron en 643. Elle serait en Bais, mais elle est encore discutée.
Des fouilles ont permis de retrouver sous l'église de Bais, un petit oratoire antérieur à l'an mil.

### Prise par les Chouans, septembre 1799
Le 3e jour complémentaire de l'an VII de la République (19 septembre 1799) le village de Bais a été assiégé par la troupe du chef chouan, Jean-Marie Mérille. Il prend position dans le bois de Mirebeau qui couvre la colline dominant le bourg, en face de la butte des Batailles.
Le rapport du commandant de la garde nationale de Bais, Boudier-Fontaine dit que les chouans étaient mille à douze-cents et les gardes nationaux soixante seulement, chiffres forcés (quatre cents selon d'autres sources). Il n'y avait pas de troupe de ligne dans le bourg. Une première sommation avait été faite aux habitants de remettre leurs armes, et ils avaient refusé:

« Les habitants de Bais ont juré de se défendre. Ils ne veulent ni vous faire de mal, ni en avoir. Laissez-les tranquilles, où vous serez la cause de la mort des personnes qui veulent le bien de leur parti. Je vous le demande encore, laissez-nous en paix.
Lair de Lamotte, commissaire. »

Une fusillade assez vive s'engagea entre les chouans et les habitants, retranchés dans quelques maisons. Mérille fit mettre le feu en plusieurs endroits. Une dizaine de maisons furent brûlées. Les défenseurs s'étant retirés dans l'église, Mérille leur envoie une nouvelle sommation :

« Rendez vos armes : que quatre de vos principaux viennent assurer que vous êtes de bonne foi, et, de suite, j'irai, si vous arrêtez, aider à éteindre le feu que j'ai fait allumer, non sans un bien vif chagrin. Venez promptement, ou nous allons vous livrer un dernier assaut et vous n'échapperez pas. Vous savez que nous sommes humains. Venez, sur ma parole d'honneur, Venez.
J. Mérille, dit Jean au Beauregard, inspecteur. »

"À cette sommation était jointe la copie d'un certificat des habitants de Rouessé, attestant que les troupes royalistes qui étaient entrées dans le bourg, s'y étaient conduites avec toute la délicatesse accoutumée aux défenseurs de l'autel et du trône, le 3 septembre 1799." Termes que l'on peut supposer dictés par ces défenseurs eux-mêmes. Les femmes, éplorées insistaient pour qu'on ne prolongeât pas la défense. Une capitulation fut convenue:

« Le déclarant (Boudier-Fontaine) envoya dire aux brigands qu'ils n'avaient pas à débloquer le bourg et rassembler leurs troupes, les habitants allaient leur déposer leurs armes. Les brigands suivirent cet avis. À l'instant, profitant du déblocus, le déclarant se sauva à quatre pieds, avec trois autres citoyens, emportant leurs armes et munitions et se sauvèrent par les derrières jusque dans un bois où ils se cachèrent jusqu'au soir. »

Cela ressemble assez à un manque de foi. Les autres armes furent rendues. Le rapport ne parle ni de pillage, ni de contributions. Il ajoute que les assaillants eurent huit hommes tués, dont un nommé Frédérich (Paraguste, croyons nous), que le déclarant tua de sa main avec deux autres, et dix autres blessés grièvement. Les républicains n'auraient eu qu'un homme tué et une femme blessée à la cuisse. Le rapport du général Vimeux au ministre de la guerre (1er octobre) porte que les Chouans n'ont pu pénétrer dans le bourg ; qu'ils ont quinze tués et quarante blessés. De la capitulation pas un mot.

## Héraldique
| Blason de Bais | Blason  | D’argent, à trois quintefeuilles d’azur, percées du champ, mises en pal et séparées par deux divises de sable. |
| Blason de Bais | Détails | - L’argent et les trois quintefeuilles azur sont les armes du Marquis de Montesson, seigneur de Bais. La reprise intégrale du blason de famille étant formellement interdite, il suffit d’en emprunter un ou plusieurs éléments. Les divises symbolisent l’Aron et la Vaudelle, les deux cours d’eau principaux de Bais. La couleur et la disposition des divises est à associer au fond argent rappelant le dessin du bouleau, symbolisant ainsi le nom du village. Les ornements sont deux gerbes de blé d’or, mises en sautoir par la pointe et liées d’azur afin de rappeler l’importance de l’activité agricole. Le listel d'argent porte le nom de la commune en lettres majuscules de sable. La couronne de tours dit que l’écu est celui d’une commune ; elle n’a rien à voir avec des fortifications. Le statut officiel du blason reste à déterminer. |

## Politique et administration

### Tendances politiques et résultats
- Élections municipales du 23 mars 2014 
  - Liste « Un nouvel avenir » menée par Marie-Cécile Morice 394 voix - 60,43% - 12 élus
  - Liste par Sylvie Pichot maire sortante 258 voix - 39.57% - 3 élus

## Population et société

### Démographie
L'évolution du nombre d'habitants est connue à travers les recensements de la population effectués dans la commune depuis 1793. Pour les communes de moins de 10 000 habitants, une enquête de recensement portant sur toute la population est réalisée tous les cinq ans, les populations de référence des années intermédiaires étant quant à elles estimées par interpolation ou extrapolation. Pour la commune, le premier recensement exhaustif entrant dans le cadre du nouveau dispositif a été réalisé en 2005.
En 2022, la commune comptait 1 220 habitants, en évolution de −1,93 % par rapport à 2016 (Mayenne : −0,73 %, France hors Mayotte : +2,11 %).
| 1793  | 1800  | 1806  | 1821  | 1831  | 1836  | 1841  | 1846  | 1851  |
| ----- | ----- | ----- | ----- | ----- | ----- | ----- | ----- | ----- |
| 1 950 | 1 875 | 1 934 | 1 986 | 2 354 | 2 443 | 2 342 | 2 175 | 2 348 |

| 1856  | 1861  | 1866  | 1872  | 1876  | 1881  | 1886  | 1891  | 1896  |
| ----- | ----- | ----- | ----- | ----- | ----- | ----- | ----- | ----- |
| 2 206 | 2 239 | 2 136 | 2 057 | 2 042 | 1 948 | 1 897 | 1 909 | 1 824 |

| 1901  | 1906  | 1911  | 1921  | 1926  | 1931  | 1936  | 1946  | 1954  |
| ----- | ----- | ----- | ----- | ----- | ----- | ----- | ----- | ----- |
| 1 769 | 1 650 | 1 594 | 1 399 | 1 407 | 1 368 | 1 263 | 1 369 | 1 241 |

| 1962  | 1968  | 1975  | 1982  | 1990  | 1999  | 2005  | 2006  | 2010  |
| ----- | ----- | ----- | ----- | ----- | ----- | ----- | ----- | ----- |
| 1 160 | 1 105 | 1 251 | 1 457 | 1 571 | 1 487 | 1 359 | 1 338 | 1 275 |

| 2015  | 2020  | 2022  | - | - | - | - | - | - |
| ----- | ----- | ----- | - | - | - | - | - | - |
| 1 250 | 1 217 | 1 220 | - | - | - | - | - | - |

### Jumelages
Oy-Mittelberg (Allemagne) depuis 1983.

## Culture locale et patrimoine

### Lieux et monuments

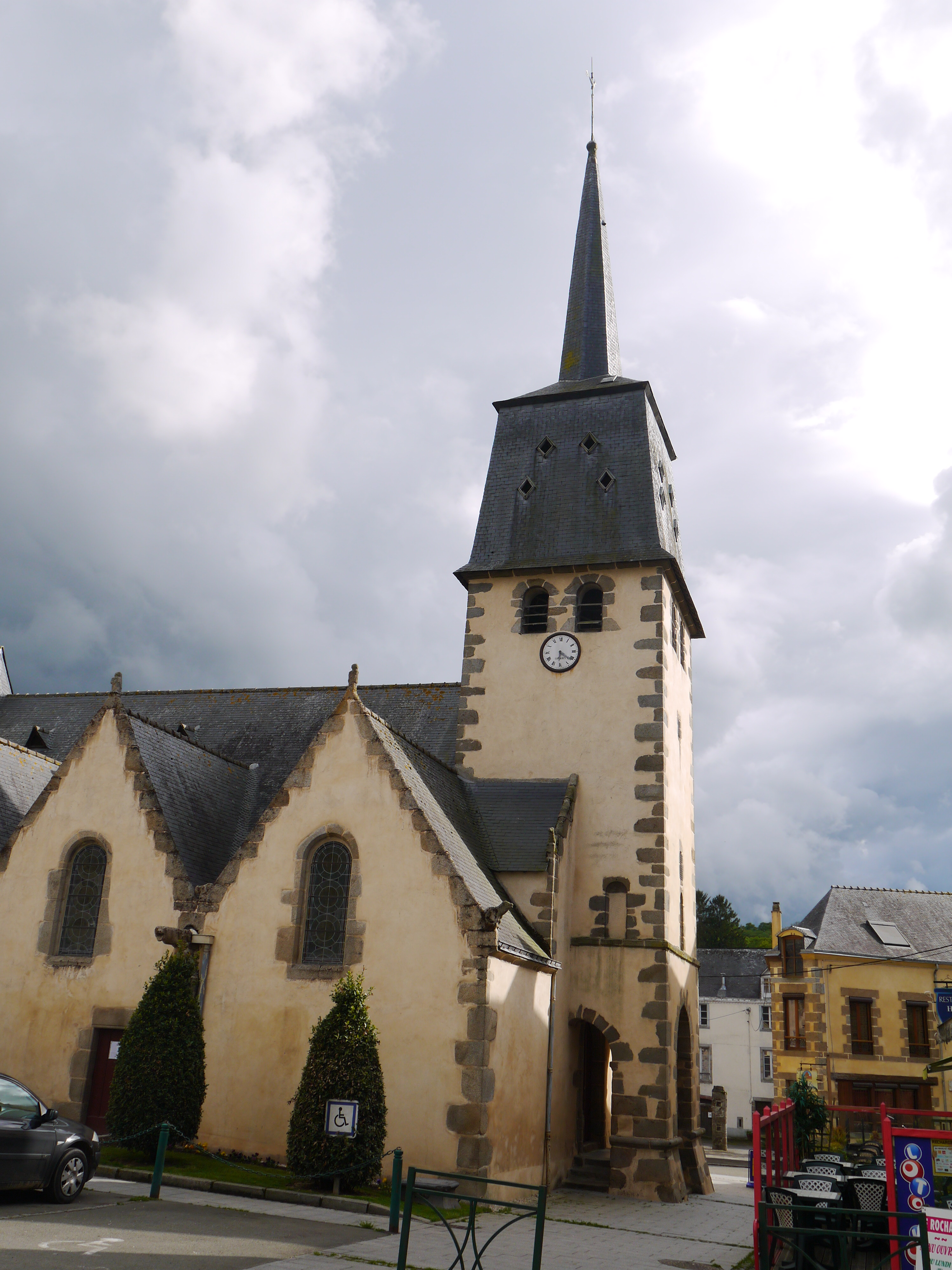
L'église Notre-Dame-de-l'Assomption.

Bais est une cité du Pays d'art et d'histoire Coëvrons-Mayenne.
- Église Notre-Dame-de-l'Assomption.
- Château de Montesson. Le second corps de logis est remarquable pour ses tours coiffées de toits de style arabe, souvenir d'une croisade à laquelle avait participé un seigneur de Montesson[réf. nécessaire].

### Patrimoine culturel

#### Patois mayennais
Les cahiers de doléances de Bais (6 mars 1789) parlent de :
- pain de carabin : pain de sarrasin ou pain de « bled-noir », selon l'abbé Angot[40] qui cite Le Règlement des boulangers à Laval, de 1697.

La monographie communale de Bais fait par l'instituteur, en 1899, nous donne quelques mots fréquemment employés dans la conversation :
- Andmené : qui ne sait pas quoi faire pour taquiner.
- Pournigauder : remuer avec un bâton, dans tous les sens et sans but.
- Rebaublir : ranimer.
- Amanduire : apporter quelque chose qui manque.
- Horne : tête.
- Réquestoui: réchauffer, réveiller.
- S'époupiner : s'emporter.
- Rapis tè d'pou que'ça cattie : ôte toi de peur cela (la boue) ne te saute sur toi.
- Dequà qui diant's ? : qu'est-ce-qu'ils disent ?
- Écaigner : agacer, taquiner.
- Éssuau : essuie mains.
- Guerr'mi : écrasé, meurtri.
- Liette : tiroir.
- Alleren garrouige : poule qui va pondre ailleurs.
- Géniller : donner des coups de genou.
- Éblussoté : bien éveillé, bien dégourdi.
- Terziller : trembler, avoir peur.
- Gède : jatte de lait, de beurre.
- Houbille, Guérou : êtres surnaturels faisant peur.
- Mirligouaner : mâcher sans pouvoir avaler.
- Beurdadoufiée : Onomatopée, quand on tombe.
- Guerrnafiée : maison mal tenue, très négligée.
- Donner une verdée : battre quelqu'un.
- Querropée : bouillie, soupe ou ragoût fait avec beaucoup d'eau.

### Personnalités liées à la commune
- La famille Montesson ;
- Paul Janvier, médecin à Bais et résistant ;
- Manuela Montebrun (née en 1979), championne de France au lancer du marteau, habite Bais lorsqu'elle débute dans cette discipline à l'âge de 13 ans.